# کمیته بین‌المللی صلیب سرخ
کمیته بین‌المللی صلیب سرخ (به انگلیسی: International Committee of the Red Cross (ICRC)‎) انجمن و سازمان غیردولتی انسان‌دوستانه است که مقر اصلی آن در شهر ژنو سوئیس است.
این سازمان در ابتدا فقط در حوزه مراقبت از سربازان زخمی جنگ فعالیت می‌کرد، اما بعد در دیگر زمینه‌ها نیز وارد شد. تقریباً در همهٔ کشورهای جهان شعبه‌هایی از صلیب سرخ وجود دارد که در طول جنگ و صلح فعالیت می‌کنند

## فعالیت‌های صلیب سرخ در زمان حوادث ناگوار
1. کمک‌های اولیه
2. پیش‌گیری از وقوع حوادث
3. سالم نگه داشتن آب آشامیدنی
4. تعلیم دادن پرستاران و قابله‌ها
5. مراقبت از زایشگاه‌ها و مراکز رفاهی کودکان
6. بنا نهادن مراکز بیمارستان‌ها و
7. برپا کردن بانک‌های خون

این سازمان پشتیبان کل بشریت است و به تمام کشورها در زمان بحران کمک رسانی می‌کند.

## تأسیس سازمان صلیب سرخ
ایده تأسیس این سازمان پس از جنگ داخلی ایتالیا توسط یک بانکدار سوئیسی به نام هنری دونان  مطرح شد. هنری دونان در ۲۴ ژوئن ۱۸۵۹ در رابطه با شغلش - جهت اخذ مجوز حفر چاه- عازم شهر لومباردی واقع در شمال ایتالیا شد. در آن زمان این شهر نقطهٔ مرکزی برای ادامهٔ نبرد سولفورینو (منطقه‌ای در شمال ایتالیا) بین فرانسه و اتریش بود. هزاران مرد و زن مجروح جنگی که در رنج و عذاب سختی به سر می‌بردند به خاطر فقدان کمک‌های ابتدایی مردند. این منظرهٔ دلخراش بر ذهن و فکر او تأثیر زیادی داشت. او که از خانواده‌ای متمول و متدین بود کار خودش را فراموش کرد و روستاییان محلی را سازماندهی کرد تا از مجروحان هر دو طرف جنگ مراقبت کنند. تلاش‌های دونان زندگی افراد زیادی را نجات داد.
در سال ۱۸۶۲ او کتابی با نام خاطرهٔ سلفرینو نوشت که در آن از مردم جهان برای تشکیل انجمن‌های امدادی تقاضای کمک کرد. سربازان زخمی در جنگ کاری از دستشان برنمی‌آمد، پس کمک به آن‌ها وظیفهٔ هر انسانی بود. همچنین کارکنان امدادی از آسیب مصون باشند. این تقاضا بر مردم تأثیر زیادی داشت و در کنفرانس بین‌المللی ژنو که در سال ۱۸۶۴ برگزار شد. شانزده کشور تأسیس صلیب سرخ را پذیرفتند. هستهٔ مرکزی این کمیته ابتدا توسط رئیس انجمن فواید عامه شهر ژنو (گوستاو موانیه) تشکیل شده بود.
پرچم صلیب سرخ همانند پرچم سویس است با این تفاوت که بجای صلیب سفید صلیب سرخ دارد و‌زمینه اش هم بجای اینکه سرخ باشد سفید است.

### بخش‌های صلیب سرخ
1. بخش اول کمیتهٔ بین‌المللی صلیب سرخ است که کمیته‌ای مستقل از ۲۵ شهر سوئیس است و مرکز اصلی آن در ژنو قرار دارد.
2. بخش دوم انجمن‌های صلیب سرخ
3. سومین بخش انجمن‌های ملی صلیب سرخ است.

در طول جنگ‌ها کمیتهٔ بین‌المللی به عنوان واسطه‌ای میان انجمن‌های ملی صلیب سرخ و کشورهای درگیر در جنگ قرار می‌گیرد و از زندانیان جنگ در اردوگاه‌ها مراقبت کرده و راحتی و آرامش آن‌ها را تأمین می‌کند، به نامه‌های آن‌ها رسیدگی می‌کند و تماس آن‌ها را با خویشاوندانشان برقرار می‌سازد. این سازمان همچنین به مردمی که دچار طوفان، بیماری‌های همه گیر، قحطی و … می‌شوند کمک‌رسانی می‌کند.

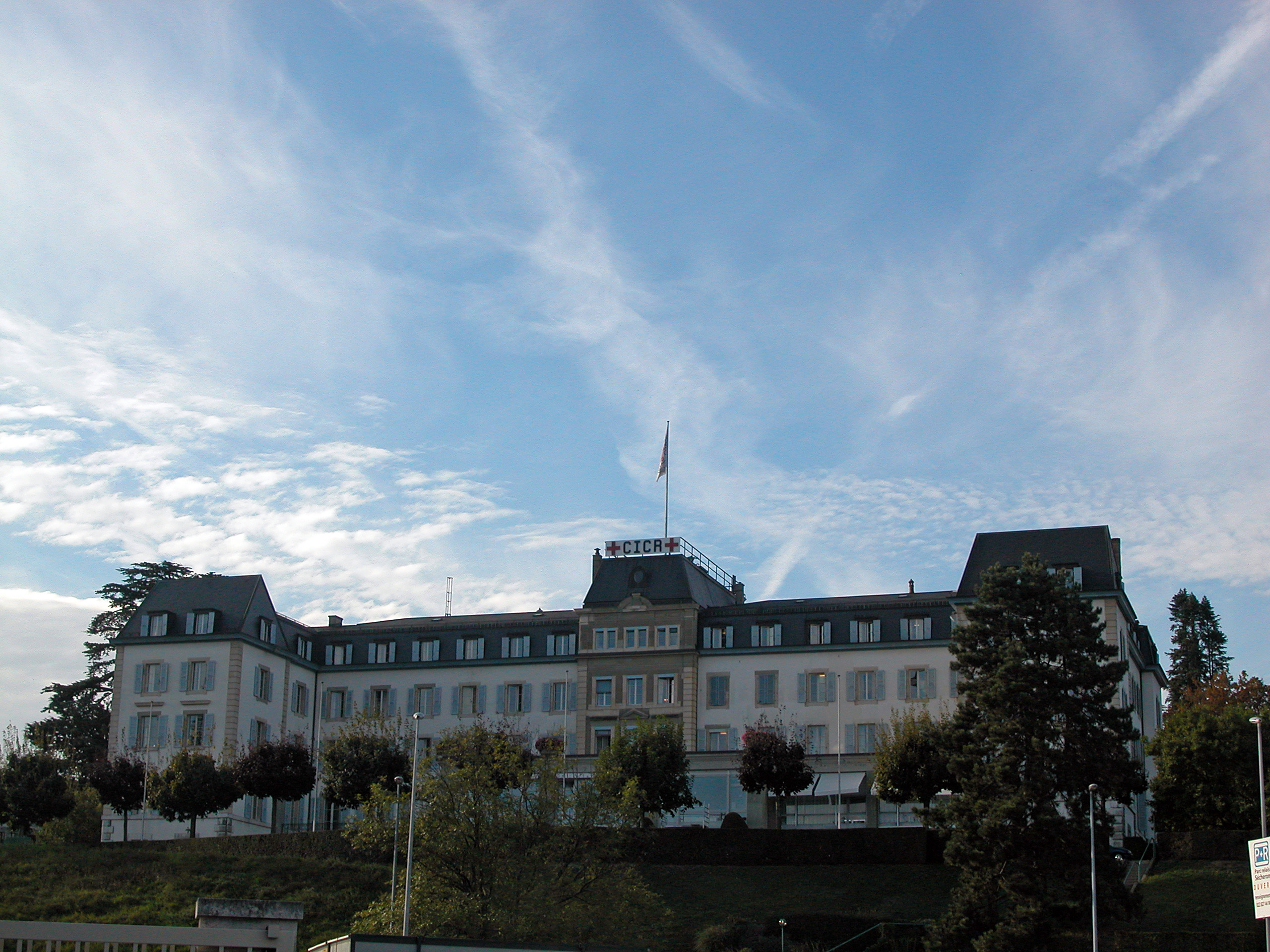
مقر صلیب سرخ در ژنو

## پرچم صلیب سرخ

پرچم صلیب سرخ

پرچم سوئیس یک صلیب یونانی سفید با زمینهٔ قرمز بود. با تغییر شکل آن، یک صلیب قرمز با زمینهٔ سفید (بر خلاف پرچم سوئیس) به عنوان پرچم این سازمان طراحی شد و آن را صلیب سرخ نامیدند. بدین ترتیب این علامت به عنوان نشان بین‌المللی سازمان صلیب سرخ قرار گرفت که وظیفهٔ آن کمک‌رسانی به قربانیان جنگ و حوادث طبیعی است.
کمیته بین‌المللی صلیب سرخ یکی از اعضای نهضت بین‌المللی صلیب سرخ و هلال احمر است.
این نهضت در کشورهای اسلامی (کشورهای عربی، ایران، افغانستان، پاکستان و ترکیه) هلال احمر نامیده می‌شود.
از آنجا که آرم هلال احمر بر گرفته از آرم حکومت عثمانی بود، در دوران پهلوی با اهداف ملی، آرم شیر و خورشید سرخ به کمیته بین‌المللی صلیب سرخ ارائه گردید که از سوی کمیته مورد قبول قرار گرفت. بعد از انقلاب به دستور علی خمینی برای یکپارچگی کشور های منطقه آرم به هلال احمر تغییر یافت.